# Balanus subalbidus
Balanus subalbidus är en kräftdjursart som beskrevs av Henry 1974. Balanus subalbidus ingår i släktet Balanus och familjen havstulpaner. Inga underarter finns listade i Catalogue of Life.